# Автобусный терминал Ла-Паса
Автобусный терминал Ла-Паса (исп. Terminal de Buses de La Paz) — автовокзал в Ла-Пасе (Боливия), расположен на севере Ла-Паса, неподалёку от вокзала, на площади Пласа-Антофагаста между проспектами Уругвай и Перу. Конструкции, изготовленные по проекту Гюстава Эйфеля, были отлиты в Питтсбурге (США).

## Описание
Автобусный терминал обслуживает все южные и восточные внутренние направления, а также международные линии. Расположен в 15 минутах пешком к северу от центра города.

## История
Здание было построено между 1913 и 1917 годами как железнодорожная станция Гаки — Ла-Пас. В 1925 году оно использовалось как таможня, а в 1980 году мэр Ла-Паса Рауль Сальмон де ла Барра передал его под автобусный вокзал. Металлические конструкции были привезены из Питтсбурга. Строительство финансировала Боливийская железнодорожная компания. Проект был разработан французским архитектором Александром Гюставом Эйфелем и возведён каталонским строителем Мигелем Ноге.

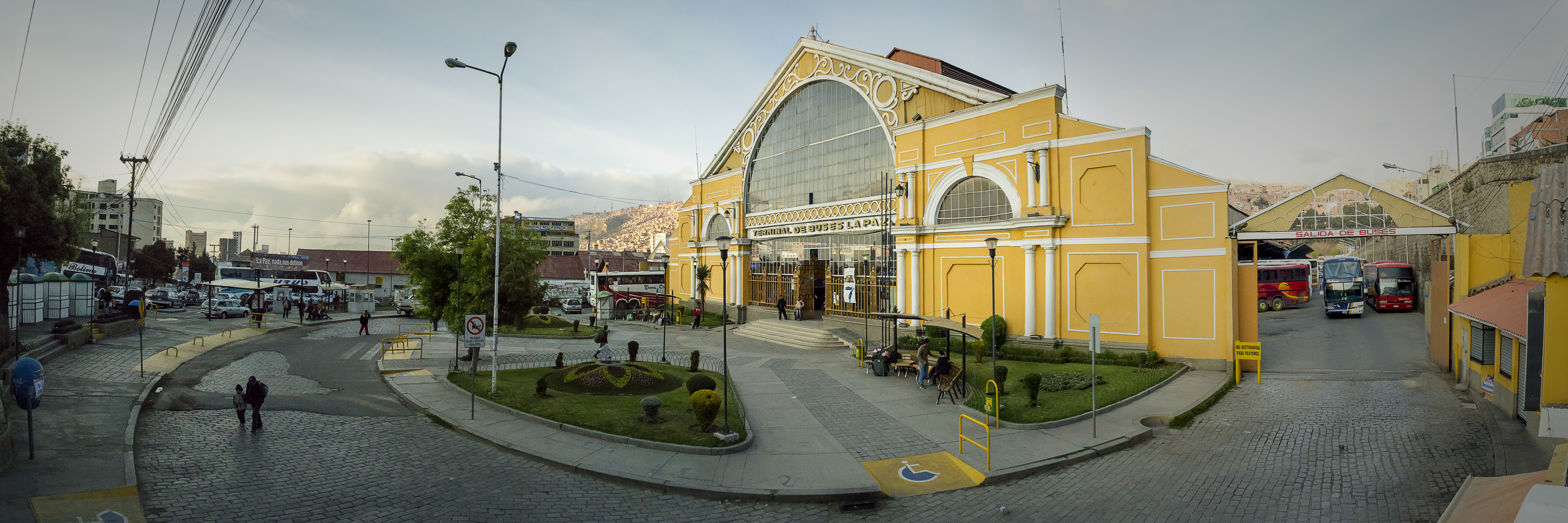
Панорама автовокзала